# Montañas Hottentots Holand
Las montañas Hottentots Holland son parte del Cinturón de Pliegues del Cabo, en el Cabo Occidental, Sudáfrica . La cadena montañosa forma una barrera entre el área metropolitana de Ciudad del Cabo y la costa sur de la región de Overberg.
La cordillera está compuesta principalmente de arenisca de la Montaña de la Mesa o arenisca de la formación Península, que forma parte del Grupo de la Montaña de la Mesa. Se encuentra entre los suburbios orientales de Ciudad del Cabo: Somerset West y Gordon's Bay al oeste, y el valle de Elgin al este. El paso de Sir Lowry atraviesa las montañas por la autopista N2. El embalse de Steenbras, una de las principales fuentes de suministro de agua de Ciudad del Cabo, está ubicada en el valle de Elgin, al sur de la ciudad de Grabouw, debido a las abundantes lluvias que normalmente se experimentan en las tierras altas de la zona de captación.

## Clima
El clima es típicamente mediterráneo, aunque generalmente es mucho más fresco y verde que otras áreas del Cabo Occidental, con precipitaciones anuales superiores a los 1500 mm (hasta 3300 mm en la meseta de Dwarsberg ). Las temperaturas máximas de verano rara vez superan los 25 °C. La nieve no es inusual en los picos más altos, como Verkykerkop y Somerset Sneeukop (Pico Nevado), de 1590 m de altura, y Los Tripletes en la sección norte de la cordillera. Esta zona y otras cordilleras al sur se consideran el centro de la región florística del Cabo, con la mayor biodiversidad de todo el bioma fynbos . Las tierras bajas circundantes tienen suelos aluviales ricos que favorecen la viticultura y el cultivo de otras frutas de hoja caduca .

## Picos
- Haelkop: 1.384 m
- Somerset-Sneeukop: 1.590 m
- Landrosnaald: 1.346 m
- Pisga: 1.349 m
- Sneeukopnaald: 1.285 m
- Landroskop 1.435 m

## Reserva Natural de Hottentots Holland
La Reserva Natural de Hottentots Holland es Patrimonio de la Humanidad, con una superficie de 700 km2, desde Elgin hasta el norte de Villiersdorp, entre las montañas de Stellenbosch y las montañas Groenland.  La reserva funciona como área de conservación del fynbos de montaña, con alrededor de 1.300 especies de plantas, algunas de las cuales son raras y endémicas. Se han registrado alrededor de 110 especies de aves y una variedad de animales autóctonos, algunos de los cuales han sido reintroducidos.
La altitud en la reserva varía entre 500 m y 1590 m. Las condiciones climáticas pueden ser impredecibles y el mal tiempo puede hacer que las condiciones sean peligrosas. La entrada a la reserva está en Nuweberg, en el Paso de Viljoen (R321) entre Villiersdorp y Grabouw. Otras 7000 hectáreas de tierras estatales y privadas adyacentes a la reserva son administradas conjuntamente por Theewaterskloof Conservancy, que incluye a CapeNature, agencia gubernamental responsable de mantener la naturaleza, y propietarios privados.